# Ljudmila Meščerjakova
Ljudmila Stepanovna Meščerjakova, coniugata Buldakova (in russo Людмила Степановна Мещерякова-Булдакова?; Leningrado, 25 maggio 1938 – Mosca, 8 novembre 2006), è stata una pallavolista sovietica.

## Biografia
Nota anche con il cognome Buldakova dopo il matrimonio con il canottiere Igor' Buldakov, debutta nella Zalgiris Kaunas prima di trasferirsi alla Dinamo Mosca, con questa squadra vince cinque volte il campionato sovietico e otto Coppe dei Campioni.
Veste la maglia della nazionale dal 1955 al 1972 diventandone anche capitano negli ultimi anni. Con l'Unione Sovietica ha vinto tre volte l'oro al campionato mondiale (1956, 1960 e 1970) e una volta l'argento, tre campionati europei (1958, 1967 e 1971) e soprattutto due ori olimpici nelle edizioni 1968 e 1972, oltre all'argento ai Giochi della XVIII Olimpiade.
Si è ritirata nel 1975 e dopo il ritiro è rimasta nel mondo della pallavolo allenando i bambini.
Nel 2012 viene inserita nella Volleyball Hall of Fame.

## Palmarès
- Campionato sovietico: 6

1959-60, 1961-62, 1969-70, 1970-71, 1971-72, 1972-73
- Coppa dei Campioni: 8

1960-61, 1964-65, 1967-68, 1968-69, 1969-70, 1970-71, 1971-72, 1973-74